# Anšlavs Eglītis
Anšlavs Eglītis (14. října 1906 Riga – 4. března 1993 Los Angeles) byl lotyšský spisovatel, novinář a malíř. Syn spisovatele Viktora Eglītise.

## Životopis
Anšlavs Eglītis se narodil 14. října 1906 v Rize. Během první světové války byl uprchlíkem v Rusku, v roce 1918 se vrátil do Lotyšska. Rodina původně žila v Alūksne. Eglītisova matka Marija trpěla během svého pobytu v Rusku plicní chorobou.
Roku 1919 začal žít v Rize, začal studovat na gymnáziu a navštěvoval malířské studio Valdemara Toneho. V roce 1925 onemocněl tuberkulózou, se kterou se léčil ve Švýcarsku, v Ženevě. Mezitím jeho matka v Rusku zemřela na následky plicní choroby. Roku 1926 Eglītis publikoval svou první báseň jménem „Lords“.
Roku 1935 promoval na Lotyšské akademii umění a pracoval jako učitel kreslení. Roku 1936 vyšla jeho první sbírka příběhů Maestro. Od roku 1938 pracoval v novinách Jaunās Ziņas, od roku 1940 do roku 1941 pracoval také v redakci časopisu Atpūta. Věnoval se také literární tvorbě. 3. října 1944 odešel do Kurzeme, odkud následně emigroval do Německa. Poté, co mu kvůli bombardování v Berlíně vyhořel byt, odešel do Švýcarska. Roku 1950 se přestěhoval do Kalifornie v USA. Napsal asi 50 děl, publikoval v americkém tisku, recenzoval filmy a divadelní produkce.
Zemřel 4. března 1993 na následky rakoviny. Byl zpopelněn.
Roku 2018 byl na základě románu A. Eglītise Homo novus natočen film, který popisuje život umělců z konce 30. let v Rize. Film byl natočen na počest výročí založení Lotyšska – Lotyšsko 100.

## Překlady do češtiny
- Podobizna. Přeložila a vydala Lenka Darmovzalová, Praha 2018. (lotyšský originál Ģīmetne, 1943)